# Amtsgericht Stolberg

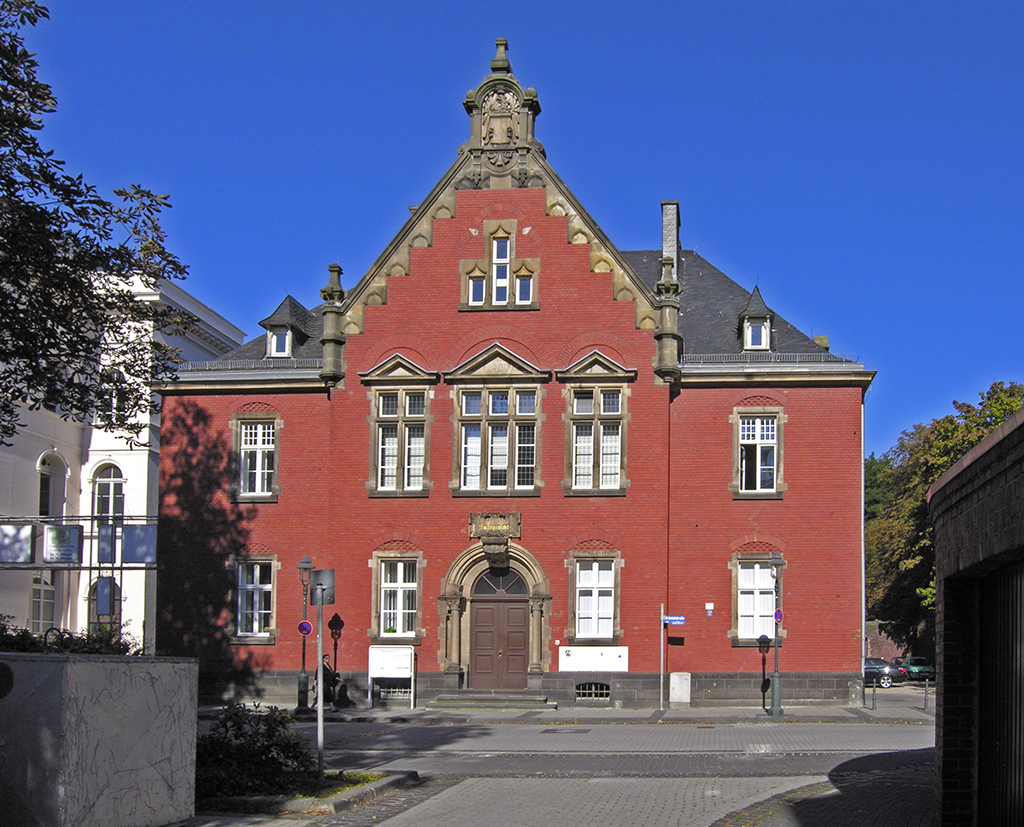
Ehemaliges Amtsgericht am Kaiserplatz

Das Amtsgericht Stolberg war ein bis zum 31. März 1973 in Stolberg (Rhld.) beheimatetes Amtsgericht, das dem Landgericht Aachen unterstellt war.

## Geschichte
Das königlich preußische Amtsgericht Stolberg wurde mit Wirkung zum 1. Oktober 1879 als eines von 16 Amtsgerichten im Bezirk des Landgerichtes Aachen im Bezirk des Oberlandesgerichtes Köln gebildet. Der Sitz des Gerichts war Oberstolberg. Sein Gerichtsbezirk umfasste aus dem Kreis Aachen die Bürgermeistereien Büsbach, Gressenich und Stolberg und aus dem Kreis Montjoie die Bürgermeisterei Zweifall. Am Gericht bestand 1880 eine Richterstelle. Das Amtsgericht war damit ein kleines Amtsgericht im Landgerichtsbezirk. Sein Bezirk gehört seit 1973 vollständig zum Amtsgericht Eschweiler. Die schon 1808 zum Gerichtsbezirk Eschweiler gehörenden Orte Büsbach, Gressenich und Stolberg (heute alle Stadt Stolberg) kamen somit 1973 wieder an Eschweiler zurück.

## Gerichtsgebäude
Das Gerichtsgebäude (Kaiserplatz 5) wurde 1897 erbaut. Das Gebäude wurde seit 1973 zwischenzeitlich von Rechtsanwaltskanzleien als Unternehmenssitz genutzt. Es steht unter Denkmalschutz.